# OFDM
OFDM (англ. Orthogonal Frequency-Division Multiplexing) — це метод мультиплексування (поєднання кількох потоків даних в один спільний простір), який підрозподіляє заданий радіоспектр на набір ортогональних піднесних, через які передається інформація.
Вхідний потік даних поділяється на кілька паралельних підпотоків, кожен з яких передається з меншою швидкістю ніж початковий вхідний.
Кожен підпотік передається на окремій піднесній і модулюється, наприклад, квадратурно-амплітудною модуляцією. Окрім того, кожен промодульований цифровий підпотік є ортогональним один до одного. Це виключає взаємні завади між підпотоками та дозволяє використовувати частотний спектр максимально щільно без потреби додаткового простору між піднесними.

## Принцип розміщення піднесних

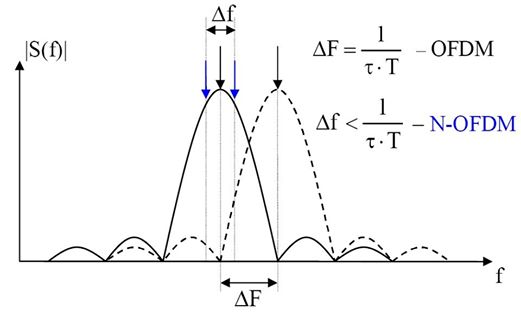
Розподіл піднесних OFDM сигналу відносно амплітудно-частотних характеристик фільтрів швидкого перетворення Фур'є

OFDM сигнал формується {\displaystyle N} гармонійними піднесними, які рознесені за частотою на рівні частотні інтервали {\displaystyle \Delta f} (в цьому випадку має місце еквідистантне розташування піднесних).
При еквідистантному розташуванні частот смуга частот OFDM сигналу {\displaystyle \Delta F} ділиться на {\displaystyle N} підканалів, ширина яких {\displaystyle \Delta f=1/T_{s}}, де {\displaystyle T_{s}} — тривалість сигнальної вибірки, над якою виконується операція швидкого перетворення Фур'є (символьний інтервал).
Отже, якщо записати вираз для частотного інтервалу між піднесними у вигляді {\displaystyle \Delta f=\alpha /T_{s}}, то випадок {\displaystyle \alpha =1} буде відповідати OFDM.
Загальна смуга частот, яку займають N ортогональних частотних підканалів OFDM, описується виразом: {\displaystyle \Delta F=N/T_{s}}.

## Недоліки OFDM
Умова ортогональності піднесних крім важливих  переваг обумовлює і недоліки методу OFDM:
- обмежена спектральна ефективність при використанні широкої смуги частот;
- неможливість маневру частотою піднесних для відлаштування від зосереджених за спектром завад;
- чутливість до допплерівського зсуву частоти, що знижує можливості реалізації високошвидкісного зв'язку з рухомими об'єктами.